# Saaba (département)
Pour les articles homonymes, voir Saaba.
Cet article concerne le département et la commune rurale. Pour le village chef-lieu, voir Saaba (Saaba).
Saaba est un département et une commune rurale de la province du Kadiogo, situé dans la région du Centre au Burkina Faso.

## Géographie

### Situation et environnement
Le département et la commune rurale de Saaba sont situés au nord-est du département et de la commune urbaine de Ouagadougou, avec laquelle ils partagent une frontière directe. Cette proximité immédiate avec la capitale fait de Saaba une zone à fort potentiel de développement, marquée par une urbanisation progressive tout en conservant une importante composante rurale. Une grande partie de la commune se trouve actuellement à l’intérieur de la rocade Est de contournement de Ouagadougou, un projet routier majeur en cours de réalisation, destiné à faciliter la fluidité du trafic et à relier les différents quartiers périphériques de la capitale.
En dépit de cette dynamique d’intégration urbaine, la commune de Saaba conserve à l’est de la rocade un vaste espace rural, encore relativement préservé. Cette zone abrite notamment la forêt classée de Gonsé, un écosystème protégé d’une grande valeur environnementale. Cette forêt est bordée à l’ouest, puis traversée au sud, par la rivière du Massili, un cours d’eau intermittent qui joue un rôle hydrologique important dans la région. Elle est également délimitée au nord par la Route Nationale 4. La partie nord de cette forêt constitue une réserve naturelle reconnue, contribuant à la conservation de la biodiversité locale, à la régulation climatique et à la protection des sols.

Cette configuration géographique particulière, combinant proximité urbaine, présence de zones rurales, et voisinage d’espaces naturels sensibles, confère à la commune de Saaba un statut hybride. Elle se retrouve à la croisée des enjeux de développement urbain, de préservation environnementale et de gestion durable des ressources naturelles, notamment l’eau. Dans ce contexte, l’exploitation croissante des forages privés pour répondre aux besoins en eau de la population soulève des interrogations quant à la qualité de l’eau distribuée. Cette situation justifie pleinement la nécessité d’évaluer la qualité physico-chimique des eaux de forage dans la commune, afin de prévenir tout risque pour la santé publique.

### Démographie
Le département et la commune rurale de Saaba connait depuis 2006 une très forte hausse de sa population résidente, surtout dans la partie ouest (celle de son actuel « village » chef-lieu) du fait de la croissance rapide de l'agglomération urbaine de Ouagadougou (ou Ouaga).
De fait, bien que la commune soit encore administrativement considérée comme rurale, c'est devenu en 2019 le troisième département le plus peuplé du pays après ceux de Ouagadougou (ou Ouaga) et de Bobo-Dioulasso.
- En 1996, le département comptait 30 198 habitants recensés[2].
- En 2003, le département comptait 50 340 habitants estimés[3].
- En 2006, le département comptait 50 885 habitants recensés[4].
- En 2019, le département comptait 285 081 habitants recensés[1].

## Administration

### Chef-lieu et préfecture
Le « village » de Saaba est le chef-lieu du département, administrativement dirigé par un préfet nommé par le gouvernement pour représenter localement l’État burkinabé. Sous l’autorité du haut-commissaire de la province et du gouverneur de la région, il organise les services déconcentrés de l’État, il prend en charge la gestion des espaces ruraux non urbanisés qui ne sont pas encore de compétence communale, ainsi que la concertation avec les autres collectivités voisine de la province ou la région, notamment pour les infrastructures et la protection de l'environnement et de la sécurité publique.
| Période | Période  | Identité | Fonction précédente | Observation |
| ------- | -------- | -------- | ------------------- | ----------- |
|         | En cours |          |                     |             |

### Mairie
| Période                                  | Période | Identité | Étiquette | Qualité |
| ---------------------------------------- | ------- | -------- | --------- | ------- |
|                                          |         |          |           |         |
| Les données manquantes sont à compléter. |         |          |           |         |

### Villages
Le département et la commune rurale de Saaba est administrativement composé de vingt-trois villages, dont le chef-lieu homonyme (données de population consolidées en 2012 issues du recensement général de 2006) :
- Badnogo 1 (683 habitants)
- Badnogo 2 (1 039 habitants)
- Barogo (1 615 habitants)
- Boassomé (203 habitants)
- Boudtenga (1 069 habitants)
- Boudtenga-Peulh (583 habitants)
- Gampéla (2 176 habitants)
- Goghin (ou Goguen) (715 habitants)
- Gonsé (995 habitants)
- Koala (2 577 habitants)
- Komkaga (1 403 habitants)
- Kouanda (531 habitants)
- Kouidi (498 habitants)
- Manegsombo (365 habitants)
- Nakomestinga-Peulh (ou Nakomestenga-Peulh) (116 habitants)
- Nioko 1 (16 427 habitants)
- Nong-Warbin (1 357 habitants)
- Saaba (9 700 habitants), chef-lieu
- Samandin-Bilbalgo (311 habitants)
- Séloghin (ou Séloguen) (1 313 habitants)
- Tanghin (ou Tanguen) (1 993 habitants)
- Tanlarghin (2 485 habitants)
- Tansobentinga (ou Tansobentanga) (2 731 habitants)

## Santé et éducation
La commune dispose d'un Centre Médical à Antenne chirurgicale (CMA).